# 꼬또현
꼬또현(구소현, 베트남어: Cô Tô / 姑蘇)은 베트남 꽝닌성의 현이다.

## 행정 구역
바째현에는 꼬또 시진과 2개의 사가 있다.

### 시진
- 또꼬 시진 (Thị trấn Cô Tô, 姑蘇市鎭)

### 사
- 동띠엔사 (Xã Đồng Tiến / 同進社)
- 타인런사 (Xã Thanh Lân / 淸鄰社)